# Turbidimetria

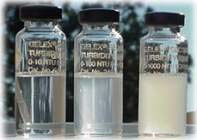
Campioni per l'analisi della torbidità dell'acqua.

La turbidimetria è una metodica ottica di analisi che permette di determinare, in qualità di parametro sia aspecifico che specifico, il livello di torbidità di un liquido sfruttando l'assorbimento e la riflessione di raggi luminosi di determinata lunghezza d'onda.

## Differenze tra turbidimetria e nefelometria
La turbidimetria viene  applicata quando la dimensione delle particelle che provocano torbidità è dell'ordine o superiore al micrometro, condizione nella quale l'assorbimento prevale sulla diffusione. Nel caso si abbia a che fare con particelle di più piccole dimensioni, dell'ordine di decine o centinaia di nanometri, prevale l'effetto diffusivo e viene pertanto utilizzata una metodica differente, chiamata nefelometria.

## Principi teorici
I più noti metodi di analisi dei liquidi, come la misura del pH o dell'ossigeno disciolto, servono per rilevare ed esprimere quantitativamente diversi parametri che determinano lo stato chimico-fisico delle soluzioni. Tali metodi rilevano la presenza e consentono di misurare la concentrazione di sostanze disciolte, cioè di sostanze che si trovano distribuite nel solvente sotto forma di ioni.
Tuttavia, per descrivere esaurientemente la composizione di un liquido, non si può prescindere dalle sostanze sospese, di cui si cerca di sapere la concentrazione e la natura.
Tali sostanze, che si trovano in sospensione, sono essenzialmente sostanze solide non solubili, come ossidi metallici, grassi, alghe e microrganismi. Si tratta in generale di particelle dell'ordine di 10−6 ... 10−7 m che, non essendo dissociate in ioni, non influenzano le caratteristiche chimiche del liquido, ma modificano anche notevolmente le sue caratteristiche fisiche. Quella più appariscente, anche ad un semplice esame visivo, è la torbidità. Si tratta di una caratteristica ottica, cioè basata sulla propagazione della luce.

## La torbidità delle acque
Nell'acqua potabile un'eccessiva torbidità denota la presenza di agenti patogeni, per cui la turbidimetria assume grande importanza per la prevenzione di epidemie. Un intorbidamento dell'acqua è soprattutto un disturbo ottico che però può portare a delle conseguenze abbastanza rilevanti come il riscaldamento del fiume dovuto all'assorbimento di calore delle particelle superficiali. Tale riscaldamento determina una riduzione del livello dell'ossigeno disciolto. Essendo la luce un ingrediente primario per la fotosintesi clorofilliana un eventuale riduzione di questa può condizionare la vita delle piante acquatiche o addirittura ucciderle: inoltre, la riduzione della sintesi clorofilliana, provoca un'ulteriore riduzione dell'ossigeno disciolto. La combinazione di acque più calde, meno luce e meno ossigeno disciolto rende impossibile la vita della fauna ittica in particolare:
- impedendo lo sviluppo di larve e uova
- modificando i movimenti naturali e le migrazioni
- riducendo la quantità di cibo disponibile
- provocando danni meccanici alla struttura delle branchie

Anche se la torbidità non è una proprietà inerente dell'acqua, come lo sono temperatura e pH, il riconoscimento di questa come indicatore aspecifico della qualità si è sviluppato nell'ultima decade insieme alla richiesta di misure di torbidità sempre più accurate e oggettive.

## Misure turbidimetriche
Una raggio luminoso che attraversa un fluido subisce degli effetti dovuti all'interazione tra il raggio stesso e le sostanze disciolte. Tale interazione si traduce per una piccolissima parte in cessione di energia da parte della luce alla materia disciolta, con conseguente riscaldamento di questa, e per la maggior parte in una deviazione del raggio luminoso, ossia una modifica della sua traiettoria. La deviazione è causata non solo dalla presenza di particelle opache, cioè non trasparenti alla luce, ma anche dall'inomogeneità ottica provocata da particelle che, pur essendo trasparenti, hanno un indice di rifrazione diverso da quello del liquido in cui sono sospese.
Per un insieme di fenomeni di rifrazione, riflessione e diffrazione, una parte dell'energia luminosa è diffusa in direzioni differenti da quella del raggio incidente. Questa diffusione della luce (in lingua inglese light scattering) è definita come un processo a causa del quale un raggio di luce, collidendo con una particella, modifica la propria direzione (ma non la sua lunghezza d'onda). Di conseguenza risulta attenuata l'intensità del raggio che procede nella direzione originaria.
In definitiva la torbidità, ossia la presenza di particelle sospese, produce due effetti:
- assorbimento di energia luminosa,
- diffusione di energia luminosa.

L'intensità luminosa di un raggio che attraversa un fluido torbido (senza deviare dalla sua direzione) subisce un progressivo indebolimento, che può essere espresso mediante una funzione esponenziale:
{\displaystyle \operatorname {I} _{u}=I_{i}\cdot 10^{-ad}}
dove Iu è l'intensità luminosa uscente dal fluido, Ii è l'intensità luminosa entrante nel fluido, d è la distanza percorsa dal raggio luminoso e a è il coefficiente di assorbimento.
Come si vede quando la torbidità è nulla o quando il percorso del raggio luminoso nel fluido è molto breve, risulta Iu = Ii. Data una determinata distanza d (prefissata costruttivamente nel turbidimetro), con la massima torbidità, cioè con il massimo valore di a, si ottiene la minima intensità Iu in uscita.
Graficamente, l'equazione esponenziale precedentemente vista si esprime con una retta se tracciata in scala logaritmica. È chiaro che, se si presuppone, come è logico, che il coefficiente di assorbimento sia proporzionale alla torbidità, occorrono particolari accorgimenti nella parte elettronica dell'apparecchiatura di misura, per ottenere un segnale lineare, ossia un'indicazione proporzionale alla torbidità stessa.
Se si misura l'intensità luminosa del raggio emesso in direzione trasversale rispetto alla direzione di incidenza, si nota che essa aumenta con la torbidità del fluido, mentre è uguale a zero con torbidità nulla. Per piccole torbidità, l'intensità della luce diffusa è praticamente proporzionale alla torbidità stessa. Aumentando la torbidità, si manifesta un fenomeno di assorbimento dello stesso raggio diffuso, per cui, dopo aver raggiunto il valore massimo M, l'intensità comincia a diminuire progressivamente. Tuttavia, scegliendo adeguatamente la lunghezza del percorso del raggio diffuso nel liquido in esame, si può far sì che il massimo della curva corrisponda ad un valore di torbidità maggiore del valore di fondo scala desiderato.
Che la torbidità cresca con l'aumentare della concentrazione delle sostanze sospese è un dato evidente, che però tra le due grandezze sussista una relazione di proporzionalità andrebbe dimostrato.
Anzitutto possiamo fare una considerazione preliminare, ed è quella che, in base alla teoria ondulatoria della luce, su cui sono fondate le leggi che descrivono sia l'assorbimento che la diffusione, tali fenomeni assumono un grado particolarmente rilevante quando le dimensioni delle particelle che si trovano in sospensione hanno lo stesso ordine di grandezza della lunghezza d'onda del raggio luminoso usato nel turbidimetro.

### Fattori influenzanti la misura turbidimetrica
Da quanto detto, si deduce che le misure di torbidità sono influenzate, oltre che dalla concentrazione (espressa in mg/litro) delle sostanze sospese, da vari fattori, come:
- granulometria, ossia la grandezza delle particelle;
- lunghezza d'onda della luce incidente;
- colore e la forma delle particelle;
- colore del liquido;
- indice di rifrazione delle particelle e del liquido;
- peso specifico delle particelle;

nonché da caratteristiche strumentali, come:
- lunghezza del percorso del raggio luminoso nel liquido in esame;
- caratteristica spettrale di emissione della sorgente luminosa;
- caratteristica spettrale di sensibilità del fotodiodo;
- ampiezza angolare del raggio, ossia il grado di focalizzazione dell'eventuale sistema ottico.

Tutte queste variabili rendono impossibile correlare in modo univoco la concentrazione di sostanze sospese con la torbidità misurata.

### Determinazione turbidimetrica di parametri specifici
L'assorbimento di radiazione dovuto a torbidità, per concentrazioni minori a 10−5 M, segue la legge di Lambert-Beer. Il classico coefficiente di estinzione viene in questo caso sostituito da un altro coefficiente che tiene conto dei fattori che influenzano la misura turbidimetrica, legati al liquido alle particelle sospese, precedentemente elencati. Inoltre bisogna tenere conto che già al valore di concentrazione 10−5 M possono cominciarsi ad avere perdite di sensibilità e linearità.
Oltre che per la determinazione dei parametri aspecifici già considerati, la turbidimetria viene sfruttata in ambito chimico per effettuare determinazioni di anioni quali  SO42- e PO43- dopo avere sfruttato la formazione del loro composto insolubile con il bario, cationi quali Ni2+ (con dimetilgliossima), Cu2+ (con ferrocianuro di potassio) e Cd2+ come solfuro. In chimica clinica determinazioni turbidimetriche riguardano il fibrinogeno, le proteine sieriche ed urinarie, enzimi quali l'amilasi e il lisozima.
Dal punto di vista strumentale le misurazioni turbidimetriche vengono comunemente condotte tramite l'utilizzo di normali colorimetri e spettrofotometri.
Per garantire elevata riproducibilità è necessario stabilizzare la sospensione mediante l'aggiunta di colloidi protettori o sostanze quali la glicerina o il glicol etilenico, che agiscono sia aumentando la densità e viscosità della fase liquida sia influenzando le interazioni elettrostatiche.

### Unità di misura
Quelle che seguono sono le più diffuse unità di misura per la torbidità:
- profondità visiva (metri): esprime la profondità alla quale si riesce ancora a scorgere il disco di prova della trasparenza. Serve soprattutto per definire la torbidità dell'acqua in bacini di raccolta, nei laghi o nel mare. La misura è inversamente proporzionale alla torbidità ed è influenzata, oltre che dai fattori precedentemente menzionati, anche da fattori soggettivi;
- FAU (unità di attenuazione di formazina): questa unità di misura si è ormai imposta universalmente. Essa è basata sull'impiego di una sospensione standard alla formazina, con caratteristiche ideali di riproducibilità;
- FNU (unità nefelometriche di formazina): considerando che si ottengono diversi risultati se si utilizza un sistema di misura a diffusione (90º) è stata introdotta questa unità di misura.

### Fonti di rumore
Ci sono molte sorgenti di "rumore" che possono disturbare le misure del sensore di torbidità. Queste includono bolle di gas, esposizione diretta alla luce del sole, riflessi dalla superficie, rumore idrodinamico e interferenze elettriche.
Eventuali bolle di gas nella colonna d'acqua, avendo un indice di rifrazione differente da quello del mezzo, possono riflettere la luce emessa dalla sonda comportandosi come particelle in sospensione, determinando un incremento del dato in uscita del sensore. Le azioni da compiere per minimizzarne l'influenza includono incrementare la profondità del sensore, dato che la presenza di bolle è superiore in superficie e posizionare la sonda lontana da ostacoli che possono causarne la formazione.
La luce del sole diretta può causare un incremento dell'uscita del foto ricettore: ciò viene detto picco da luce diretta ed è massimo intorno a mezzogiorno. Al fine di ridurre l'impatto della luce del sole è bene non posizionare lo strumento direttamente esposto al sole e rispettare una certa profondità minima.
La luce emessa dal turbidimetro può essere riflessa dalla superficie dell'acqua e ciò può determinare un incremento del dato in uscita dello strumento. Ancora una volta un buon metodo per ridurre questo effetto è posizionare la sonda al di sotto di una profondità minima.
Il rumore idrodinamico è il risultato del moto turbolento dei sedimenti intorno al sensore che può causare una concentrazione di particolato superiore a quella effettiva del liquido. Dato che il volume campionato dal sensore dipende da quanto a fondo il fascio di luce penetra nell'acqua, incrementi e fluttuazioni della concentrazione dei sedimenti causano variazioni del volume campionato e ciò porta ad errori nella misura. Per compensare questo effetto il segnale di torbidità deve essere riportato come valore medio, segnalando poi un valore stimato della variazione.